# Aleksandra Fiedorowa
Aleksandra Fiedorowa (ros. Александра Федорова; ur. 23 lutego 1987) – rosyjska wioślarka.

## Osiągnięcia
- Mistrzostwa Świata U-23 – Račice 2009 – czwórka podwójna – 7. miejsce[1].
- Mistrzostwa Europy – Brześć 2009 – czwórka podwójna – 5. miejsce[1].